# Diether von Boehm-Bezing
Diether von Boehm-Bezing (* 9. November 1880 in Lüben, Landkreis Lüben; † 30. November 1974 in Ebenhausen, Oberbayern) war ein deutscher General der Kavallerie im Zweiten Weltkrieg.

## Leben
Seine Eltern waren der preußische Oberst Leopold von Boehm (1841–1927) und dessen aus einer westpreußischen Gutsbesitzerfamilie stammende Ehefrau Michalina, geborene von Unruh (1852–1924). Sein Vater hatte 1903 die Berechtigung zur Führung des Doppelnamens „von Boehm-Bezing“ erhalten.
Boehm trat am 20. März 1899 als Fähnrich in das Husaren-Regiment „von Schill“ (1. Schlesisches) Nr. 4 der Preußischen Armee in Ohlau ein und wurde dort am 18. August 1900 zum Leutnant befördert. Ab 18. August 1905 fungierte Boehm-Bezing für zwei Jahre als Inspektionsoffizier an der Kriegsschule Glogau und wurde vom 1. Oktober 1908 bis 30. September 1910 zum Militär-Reit-Institut Hannover kommandiert. Zwischenzeitlich hatte man ihn am 27. Januar 1910 zum Oberleutnant befördert. Am 18. Februar 1913 folgte seine Ernennung zum Regimentsadjutant und unter gleichzeitiger Beförderung zum Rittmeister am 20. Mai 1914 kam Boehm-Bezing in den Regimentsstab.
Mit Ausbruch des Ersten Weltkriegs übernahm er als Chef eine Eskadron in seinem Regiment, dass nach der Mobilmachung an der Westfront zum Einsatz kam. Am 10. April 1918 wurde er dann Führer des II. Bataillons des Reserve-Infanterie-Regiments Nr. 7. Für sein Wirken während des Krieges erhielt er neben beiden Klassen des Eisernen Kreuzes das Ritterkreuz des Königlichen Hausordens von Hohenzollern mit Schwertern sowie das Kreuz für Verdienste im Kriege.
Nach Kriegsende und Demobilisierung war er ab 1. Januar 1919 als Kommandeur des verstärkten Grenzschutz-Bataillons Boehm-Bezing tätig, bevor er ab 20. April 1919 wieder Eskadronchef im Husaren-Regiment Nr. 4 wurde, aus dem ab 1. Oktober 1919 das Reiter-Regiment 7 entstand. Mit der Übernahme in die Reichswehr verblieb er bis 24. August 1922 beim 7. (Preußisches) Reiter-Regiment und war dann für ein knappes Jahr in gleicher Funktion bei 11. (Preußisches) Reiter-Regiment tätig. Als Major (seit 1. Februar 1923) folgte am 1. Juli 1923 seine Versetzung in das Reichswehrministerium nach Berlin. Vom 25. Mai 1925 bis 30. September 1929 gehörte Boehm-Bezing dem Stab des 3. (Preußisches) Reiter-Regiments in Rathenow an und am 1. September 1928 wurde er zwischenzeitlich Oberstleutnant. Als solchen ernannte man ihn am 1. Oktober 1929 zum Kommandeur des 2. (Preußisches) Reiter-Regiments in Allenstein. Drei Jahre später ernannte man den am 1. April 1931 zum Oberst beförderten Boehm-Bezing zum Kommandeur von Stettin. In dieser Funktion beförderte man ihn am 1. Oktober 1933 zum Generalmajor und ernannte ihn ein Jahr später zum Kommandeur der Reiter-Brigade Stettin. Ein weiteres Jahr später erfolgte unter gleichzeitiger Beförderung zum Generalleutnant die Ernennung zum Kommandeur der 2. Kavallerie-Division.
Am 31. März 1936 gab Boehm-Bezing das Kommando ab und wurde einen Tag später zur Verfügung gestellt. Er war dann vom 1. Oktober 1936 bis zu seiner Verabschiedung am 30. September 1937 Kommandant von Breslau sowie ab 1. Februar 1937 in Personalunion auch Landwehr-Kommandant von Breslau.
Am 26. August 1939 folgte seine Reaktivierung und zeitgleiche Ernennung zum Kommandeur der 252. Infanterie-Division. Er führte die Division zu Beginn des Zweiten Weltkriegs beim Überfall auf Polen, anschließend gegen Frankreich sowie im Krieg gegen die Sowjetunion. Am 19. Dezember 1941 wurde er mit dem Deutschen Kreuz in Gold ausgezeichnet. Am 24. März 1942 berief man Boehm-Bezing von seinem Posten ab und versetzte ihn in die Führerreserve. Er fungierte vom 1. Juni bis 29. Dezember 1942 als Kommandeur der Division Nr. 153 und der daraus gebildeten Folge-Divisionen, wurde dann ein weiteres Mal in die Führerreserve versetzt und am 1. Februar 1943 zum General der Kavallerie z.V. befördert. Ein weiteres Kommando erhielt Boehm-Bezing nicht mehr, sodass am 28. Februar 1943 seine Mobilmachungsbestimmung aufgehoben und er endgültig in den Ruhestand versetzt wurde.